# Trácia Ocidental

Localização da Trácia (azul) na Grécia.

Trácia Ocidental (em grego:  [Δυτική] Θράκη, [Dytikí] Thráki; em turco:  Batı Trakya; em búlgaro:  Западна Тракия, Zapadna Trakiya ou Беломорска Тракия, Belomorska Trakiya) é uma região geográfica e histórica da Grécia, localizada entre os rios Nestos e Evros, no nordeste do país. Juntamente com as regiões da Macedônia, Epiro e às vezes Tessália, é muitas vezes referida informalmente como norte da Grécia. É também chamada de Trácia grega para a distinguir da Trácia Oriental, que fica a leste do rio Evros e constitui a parte europeia da Turquia, e da área ao norte, na Bulgária, conhecida como Trácia Setentrional.
Habitada desde o período paleolítico, tem estado sob a influência política, cultural e linguística do mundo grego desde a era clássica;  os gregos das ilhas do mar Egeu colonizaram extensivamente a região (especialmente a parte costeira) e construíram cidades prósperas tais como Abdera (casa de Demócrito, o filósofo do século V que desenvolveu a teoria da partícula atômica, e de Protágoras, um líder sofista) e Sale (perto da atual Alexandrópolis).  Sob o Império Bizantino, a Trácia Ocidental beneficiou de sua posição próxima ao coração imperial e se tornou um centro do comércio e da cultura grega medieval; mais tarde, sob o Império Otomano, diversos muçulmanos se estabeleceram ali, marcando o nascimento da minoria muçulmana da Grécia.